# Agrostis bjoerkmannii
Agrostis bjoerkmannii là một loài thực vật có hoa trong họ Hòa thảo. Loài này được Widén mô tả khoa học đầu tiên năm 1971.